# Jules Vyverman
Jules Vyverman (Mechelen, 6 januari 1900 - Antwerpen, 15 december 1989) was een Belgische priester die als organist en pedagoog werkzaam was.

## Leven
Hij kwam uit een katholieke familie en ook zijn broer Jozef werd priester: deze bracht het tot erekanunnik. Jules begon zijn studies aan het Kleinseminarie, waar hij blijk gaf van zijn muzikale talent. Hij studeerde bij Jules Van Nuffel, Lodewijk Mortelmans, Flor Peeters en Marinus de Jong. In 1923 werd hij tot priester gewijd. In 1926 werd hij laureaat orgel aan het Lemmensinstituut.
In datzelfde jaar werd hij leraar aan het St.-Stanislasinstituut te Berchem-Antwerpen.; In 1935 verruilde hij die functie voor leraar gregoriaans en polyfonie aan het Lemmensinstituut. Hij werd in Mechelen ook repetitor van het koor van de Sint-Romboutskathedraal. Hij trad ook op als vervanger van Jules Van Nuffel en in 1952 volgde hij Jules Van Nuffel op als directeur van het Lemmensinstituut, waarbij hij de titel kreeg Prelaat van de Paus. Naast deze titels werd hij in 1951 benoemd tot erekanunnik en in 1959 tot titulair kanunnik van het Metropolitaanse Kapittel van Sint-Rombout. In 1962 werd hij teven inspecteur muziekonderwijs in het aartsbisdom Mechelen.
Zijn composities voor koor zijn religieus geïnspireerd. Daarnaast schreef hij ook vele eenvoudige liederen, en composities voor orgel. Hij begin al met muziek schrijven tijdens zijn opleiding aan het seminarie  Zijn stijl werd in de Algemene muziek encyclopedie omschreven als geëvolueerd van expressief, maar planmatig tot beïnvloed door het gregoriaans (kerktoonsoorten) en impressionisme. Lyriek bleef altijd vooropstaan. Het Lexicon Vlaamse Componisten heeft het over minstens honderd werken. Slechts een handvol bracht het tot een opname.
Tevens was hij hoofdredacteur van het muziektijdschrift Musica Sacra. Hij schreef ook in Gamma. 
Hij werd benoemd tot officier in de Leopoldsorde en ridder in de Kroonorde.

## Koor en zang
- Psalm 130 - Domine non est exaltatum (cantate voor vier tot zes stemmig (gemengd) met orgelbegeleiding)
- Als de brem bloeit. Op.28, nr 2. Staplied met klavierbegeleiding en twee- of vierstemmige koorbewerking
- Introibimus. In me gratia. Domine iste sanctus. Tantum ergo. Op. 27 No 1-4
- Kempisch herdersliedje/ zang en klavier
- Leergang in den gregoriaanschen zang, volgens de beginselen van de Vatikaansche uitgave
- Officium defunctorum juxta editionem vaticanam comitante organo
- Zonsondergang
- Laat mij, op tekst van Guido Gezelle